# Pantà de Darnius-Boadella
El pantà de Darnius-Boadella és un embassament que pertany al riu la Muga, creat per una presa situada al municipi de Darnius, que s'estén pels termes de Sant Llorenç de la Muga, Terrades i Maçanet de Cabrenys, a la comarca de l'Alt Empordà. El seu nom oficial fou pantà de Boadella fins que la Comissió de Toponímia de la Generalitat de Catalunya va decidir de canviar-lo, el 9 de gener de 2014 per pantà de Darnius-Boadella, donant la raó a la petició en aquest sentit de l'ajuntament de Darnius. Malgrat tot la denominació definitiva resta pendent de Resolució per part del Departament de Cultura de la Generalitat de Catalunya. El 10 de febrer del 2015, el govern de la Generalitat va aprovar la denominació “embassament de Darnius Boadella”.
La major part de la superfície s'inclou dins del terme municipal de Darnius tot i que fins al 2014 es va acordar amb l'ajuntament de Darnius que el nom oficial fos el d'embassament de Boadella, ja que el municipi més afectat en cas que les preses s'obrin seria aquest. Així, dels 3,6 km² de superfície que té la làmina d'aigua quan el nivell és màxim, prop de 2,4 km² s'inclouen dins d'aquest terme. En menor mesura també comprèn part del sector més oriental del municipi de Sant Llorenç de la Muga. Finalment, i de manera gairebé simbòlica, comprèn una minúscula extensió dels termes de Terrades i Maçanet de Cabrenys. En canvi, i malgrat el que es pugui pensar, no res al de Boadella d'Empordà.
Inicialment el pantà s'anomenava (i així ho indicaven els plans oficials de construcció) pantà de Boadella, perquè el pantà seria construït a la població de Boadella. Abans de l'inici de les obres, es va decidir canviar-ne el lloc i traslladar-lo fins a la posició actual. Com que ja s'havia difós la idea d'un pantà a la comarca anomenat pantà de Boadella, al fer el canvi, se'l continuava anomenant de Boadella.
L'objectiu de la presa és garantir el proveïment d'aigua per a usos agraris i urbans de la comarca, prevenir els efectes d'avingudes ocasionades pel riu la Muga (popularment conegudes com a mugades) i produir energia hidroelèctrica. Va ser inaugurada l'any 1969.
El pantà de Darnius-Boadella proveeix d'aigua a Figueres, a les principals poblacions costaneres
de la comarca (les pertanyents a la Zona Nord del Consorci de la Costa Brava: Cadaqués, Llançà, Roses, Empuriabrava, Pau, Palau-saverdera, Vilajuïga i Garriguella) i a unes 4.200 ha de regadiu, de les quals 2.800 situades al marge esquerre de la Muga i 1.400 al dret.
Per a fer la presa s'utilitzà formigó que conté còdols de diverses mides i, per alguns acabats, s'utilitzà formigó armat.
S'hi pot practicar esquí nàutic, rem i pesca.
Sota les aigües de l'embassament queden les restes de la important reial Foneria de Sant Sebastià de la Muga.

## Dades
- Aigua embassada (2008): 21 hm³[5]
- Aigua embassada (2009): 37 hm³[5]